# Serge Ngoma
Serge Ngoma (ur. 29 stycznia 1974) – gaboński piłkarz występujący na pozycji pomocnika.

## Kariera klubowa
W swojej karierze Ngoma występował między innymi we francuskim czwartoligowym zespole Blagnac FC.

## Kariera reprezentacyjna
W reprezentacji Gabonu Ngoma zadebiutował w 1993 roku. W 1996 roku został powołany do kadry na Puchar Narodów Afryki. Nie zagrał jednak na nim w żadnym meczu, a Gabon zakończył turniej na ćwierćfinale.